# ناندیوارام
ناندیوارام (به انگلیسی: Nandivaram-Guduvancheri) یک منطقهٔ مسکونی در هند است که در بخش کانچی‌پورم واقع شده‌است. ناندیوارام ۲۷٬۳۸۶ نفر جمعیت دارد.